# 庾域
庾域（？—507年），字司大，新野人，南北朝南齊、南梁官員。
庾域年輕時個性沈靜，在家鄉颇有名氣，蕭順之任職郢州刺史時徵召他為主簿，並欣賞他的才華，說：「荊南人才，就在這裡。」同時禮遇他；蕭懿擔任梁州刺史，庾域出任他的錄事參軍，帶任華陽太守。其時北魏派兵攻打南鄭，梁州內有數十間空倉，他親自封倉，對士兵說：「倉內的糧食充足，足夠支撐兩年，但要努力堅守。」於是軍心安定，北魏退兵後因功拜為羽林監；到蕭懿改任益州刺史，庾域隨同任職懷寧太守。庾域卸任回家，妻子還在做家務，他的衣服用粗布製作，其餘供養長輩；他的母親喜歡聽鶴鳴，他就不停祈求，突然有一對鶴來到，人們都認為是孝感動天。永元初年，南康王蕭寶融起用他為西中郎諮議參軍，因母親逝世辭官。
永元三年（501年）蕭衍起兵，發信招攬庾域；御史臺建立，任用他為寧朔將軍，領行選，跟隨蕭衍東下。軍隊到達楊口，和帝遣御史中丞宗夬奉命慰勞士兵，庾域諷刺宗夬：「尚未加黃鉞，不能帶領侯伯。」宗夬回到御史臺，就立刻授與蕭衍黃鉞。蕭穎胄擔任都督中外諸軍事，有人認為蕭衍應該寫信給蕭穎胄，庾域爭辯不用這樣，最後蕭衍聽取他的意見。郢城平定，若他和張弘策議論和蕭衍相同，就會立刻命令軍隊執行，而他的計謀都多被採用；蕭衍建立霸府，他任官諮議參軍。南梁天監初年，庾域獲封廣牧縣子，任職後軍司馬，之後外任寧朔將軍、巴西、梓潼二郡太守。梁州長史夏侯道遷舉州叛降北魏，北魏派騎兵襲擊巴西，他守城百多日，到城中糧食耗盡，將士都吃草食泥，寧願死去也不投降。魏軍退兵，朝廷下詔增封二百戶，進爵廣牧縣伯。戰亂後人民饑荒，他上表賑災，不等待回報就私下開倉，被人告發，朝廷遷任他為西中郎司馬、輔國將軍、寧蜀太守，於天監六年（507年）在任內去世，有兒子庾子輿。

## 引用
1. 1 2  《梁書·卷十一·列傳第五》：庾域，字司大，新野人。長沙宣武王爲梁州，以爲錄事參軍，帶華陽太守。時魏軍攻圍南鄭，州有空倉數十所，域封題指示將士云：「此中粟皆滿，足支二年，但努力堅守。」衆心以安。虜退，以功拜羽林監，遷南中郎記室參軍。
2. 1 2  《南史·卷五十六·列傳第四十六》：庾域字司大，新野人也。少沈靜，有名鄉曲。梁文帝為郢州，辟為主簿，歎美其才，曰：「荊南杞梓，其在斯乎。」加以恩禮。長沙宣武王為梁州，以為錄事參軍，帶華陽太守。時魏軍攻圍南鄭，州有空倉數十所，域手自封題，指示將士曰：「此中粟皆滿，足支二年。但努力堅守。」眾心以安。軍退，以功拜羽林監。及長沙王為益州，域隨為懷甯太守。罷任還家，妻子猶事井臼，而域所衣大布，餘奉專充供養。母好鶴唳，域在位營求，孜孜不怠，一旦雙鶴來下，論者以為孝感所致。永元初，南康王板西中郎諮議參軍，母憂去職。
3. ↑  《梁書·卷十一·列傳第五》：永元末，高祖起兵，遣書招域。西台建，以爲寧朔將軍，領行選，從高祖東下。師次楊口，和帝遣御史中丞宗夬銜命勞軍。域乃諷夬曰：「黃鉞未加，非所以總率侯伯。」夬反西臺，卽授高祖黃鉞。蕭穎胄旣都督中外諸軍事，論者謂高祖應致牋，域爭不聽，乃止。郢城平。域及張弘策議與高祖意合，卽命衆軍便下。每獻謀畫，多被納用。霸府初開，以爲諮議參軍。
4. ↑  《南史·卷五十六·列傳第四十六》：梁武帝舉兵，起為甯朔將軍，領行選。武帝東下，師次楊口，和帝遣御史中丞宗夬勞軍。域乃諷夬曰：「黃鉞未加，非所以總率侯伯。」夬反，西台即授武帝黃鉞。蕭穎胄既都督中外諸軍事，論者謂武帝應致箋，域爭不聽，乃止。郢城平，域及張弘策議與武帝意同，即命眾軍便下，域謀多被納用。霸府初開，為諮議參軍。
5. ↑  《梁書·卷十一·列傳第五》：天監初，封廣牧縣子，後軍司馬。出爲寧朔將軍、巴西、梓潼二郡太守。梁州長史夏侯道遷舉州叛降魏，魏騎將襲巴西，域固守百餘日，城中糧盡，將士皆齕草食土，死者太半，無有離心。魏軍退，詔增封二百戶，進爵爲伯。六年，卒於郡。
6. ↑  《南史·卷五十六·列傳第四十六》：天監初，封廣牧縣子、後軍司馬。出為甯朔將軍、巴西梓潼二郡太守。梁州長史夏侯道遷降魏，魏襲巴西，域固守。城中糧盡，將士皆齕草供食，無有離心。魏軍退，進爵為伯。于時兵後人饑，域上表振貸，不待報輒開倉，為有司所糾。上遷域西中郎司馬、輔國將軍、甯蜀太守。卒於官。子子輿。

## 延伸阅读
[在维基数据编辑]
 《南史/卷56》，出自李延壽《南史》